# Al-Kajarijja
Al-Kajarijja (arab. الكيارية) – wieś w Syrii, w muhafazie Aleppo. W 2004 roku liczyła 889 mieszkańców.